# Trzcinica (powiat Kępiński)
Trzcinica is een dorp in het Poolse woiwodschap Groot-Polen, in het district Kępiński. De plaats maakt deel uit van de gemeente Trzcinica.

## Verkeer en vervoer
- Station Trzcinica Wielkopolska